# Guillermo Fernández Jurado
 Guillermo Fernández Jurado (Caseros, Buenos Aires, 18 de novembre de 1923 – Buenos Aires, 24 de juny de 2013) va ser un crític de cinema, periodista, director i documentalista argentí. Va estar casat amb Paulina Fernández Jurado.

## Biografia
Si bé el seu primer ofici va ser el d'aviador, el seu interès pel cinema, que va néixer en la infància i es va prolongar durant tota la seva vida, el va portar a obstinar-se en una lluita per la preservació del material fílmic argentí, que solia estar escampat en col·leccions privades o era descartat sense major cura i amb aquesta finalitat va impulsar la Cinemateca Argentina,l'entitat fundada pel crític Rolando Fustiñana (Roland) que va dirigir des de 1964 fins a la seva defunció.
En la seva joventut havia realitzat estudis cinematogràfics amb Leopoldo Torre Nilsson, en el film dels quals La Tigra (1954) va participar com a actor. Es va dedicar a la crítica cinematogràfica en la revista ‘’Platea i altres publicacions, va ser secretari permanent del jurat del Festival Internacional de Cinema de Mar del Plata i director del Museo del Cine.
Va participar en la programació que feia la Cinemateca per a la sala de cinema de la SHA (Sociedad Hebraica Argentina), el Teatro Empire i la Sala Leopoldo Lugones del Teatro General San Martín.També va ser assessor literari del INCAA i va formar part en 1981 i 1991d el jurat de la Fundació Konex per a adjudicar els premis en la rúbrica Espectacles.
En 1971 va fundar, amb Jorge Miguel Couselo, el Museo del Cine Pablo Ducrós Hicken del qual va ser director entre 1981 i 1996 i va col·laborar en el sorgiment de nombroses cinemateques a Amèrica Llatina (Perú, Guatemala, Panamà, Bolívia, Paraguai).
Va organitzar el Centre de Recerca de Cinema Argentí que va funcionar dins de la Cinemateca Argentina, i va participar de la restauració de pel·lícules, en la producció de diversos llibres i en dues edicions d'un CD de la institució dedicat al cinema local.
Va dirigir diversos films documentals de muntatge sobre cinema argentí com Imágenes del pasado (1961), El tango en el cine (1979) i Aquel cine argentino (Treinta años sonoros) (1933-1963)  (1984).
També va dirigir les pel·lícules Turay (1950), El televisor (1962), Taita Cristo (1965), filmada al Perú i el documental De la tierra a la luna (Misión Apolo)  (1969). A més va escriure els guions de Sombras en el cielo (1961) i Gardel, el alma que canta (1985). El seu curtmetratge Diario va obtenir l'Os de Plata en el Festival Internacional de Cinema de Berlín (1957).
En 1979 va ser nomenat Cavaller de l'Ordre de les Palmes Acadèmiques de França.També va rebre la designació de Personalitat Destacada de la Cultura de la Ciutat de Buenos Aires i, en 2005, la de Ciutadà il·lustre de la Ciutat de Buenos Aires. En 2009 va presidir a Buenos Aires el 65to. Congrés Internacional Federació Internacional d'Arxius de Films.
Fernández Jurado, del qual es recorda el seu somriure gairebé tímid i els seus posats cavallerescos, va morir a conseqüència de pneumònia i grip A el 24 de juny de 2013.

## Filmografia
Director
- Aquel cine argentino (Treinta años sonoros) (1933-1963)  (1984)
- El tango en el cine (1979)
- De la tierra a la luna (Misión Apolo) (1969)
- Rapten a esa mujer (abandonada) (1967)
- Taita Cristo (1965)
- El televisor (1962)
- Imágenes del pasado (1961)
- Turay (1950)

Intèrpret
- La Tigra (1954)

Producció
- El televisor (1962)

Guionista
- Gardel, el alma que canta (1985)
- El tango en el cine (1979)
- Rapten a esa mujer (abandonada) (1967)
- Taita Cristo (1965)
- El televisor (1962)
- Sombras en el cielo (1961)

Muntatge
- De la tierra a la luna (Misión Apolo) (1969)

Selecció d’imatges
- Aquel cine argentino (Treinta años sonoros) (1933-1963) (1984)